# Релігія в Норвегії

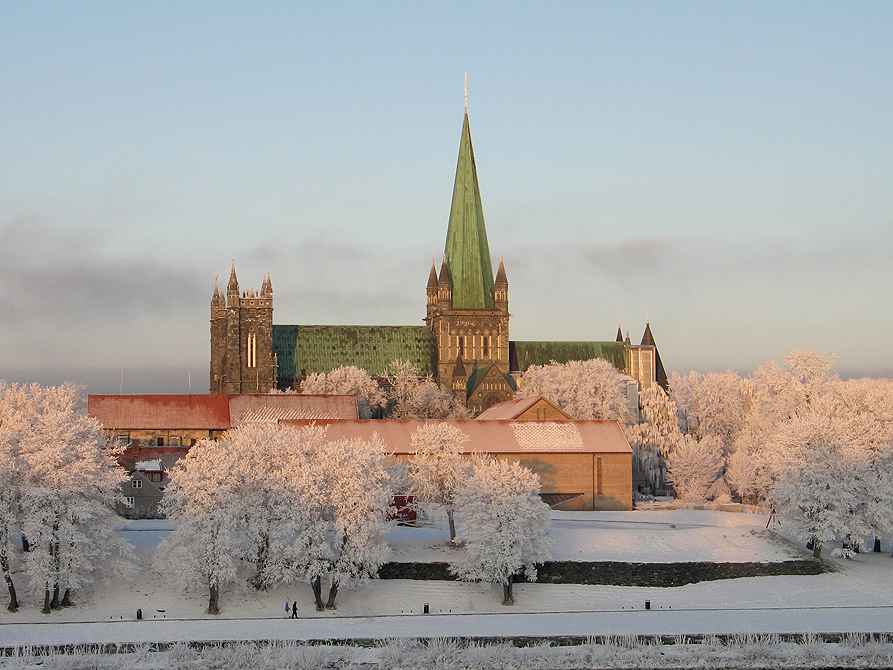
Нідароський собор, найбільша церква Норвегії

Державною релігією в Норвегії є лютеранство. Інші релігії також існують серед людей, але в меншій кількості. Державній Церкві Норвегії належить 78,9 % євангелічно-лютеранських церков. З 1000 року до 1150 тривав процес християнізації Норвегії, створений завдяки місіонерам. Після Католицької церкви відбулася протестантська Реформація.
Іслам в теперішній час став другим за кількістю прихильників релігією в Норвегії, завдяки емігрантам з ісламських країн. А еміграція з християнських країн сприяє росту християнської релігії та її прихильників. Християнська конфесія — православ'я (ріст у 231,1 % за період з 2000 до 2009 рр.) перевищує ріст числа мусульман (64,3 %). В період з 2005 до 2009 року кількість прихильників державної релігії зменшилася — з 3 938 723 людей до 3 848 841, що є помітним.
Відповідно до даних перепису населення, багато норвежців не відносяться до жодної релігійної категорії. Філ Цукерман — доцент кафедри соціології Пітзерського коледжу, оцінює кількість атеїстів Норвегії у від 31 % до 72 % населення.
Згідно з даними «Євробарометру» на 2010 рік:
- 22 % норвежців відповіло, що вірує у Бога.
- 44 % норвежців відповіло, що вірить у якогось духа або життєву силу.
- 29 % норвежців відповіло, що не вірить в Бога, якогось духа чи життєву силу.
- 5 % норвежців не дали точної відповіді.

## Норвезька міфологія
Норвезька міфологія дещо схожа на німецьку. Скандинавська міфологія розвивалась повільно, тому культ Одіна норвежці запозичили у німців. Боги були як незначні. Улль, Ньйорд, Хеймдалль були давніми богами Скандинавії, які втратили своїх прихильників. Були й інші боги, наприклад, бог грому Тор і богиня кохання Фрейя, які найімовірніше були спершу історичними особистостями, які жили за часів першого періоду німецьких цивілізацій в Скандинавії.
Більша частина інформації про скандинавську міфологію була взята з давньоскандинавської літератури. Наприклад, з Едди. Іншим джерелом інформації є данський історик Саксон Граматик з фрагментами давнього рукописання. Але з приходом християнства давні обряди скандинавців були втрачені назавжди.
У зв'язку з націоналістичним рухом у XVIII ст., норвезькі вчені помітили велику зацікавленість до норвезької релігії, перекладаючи скандинавські міфи на рідну мову і намагаючись використовувати переклади для створення норвезької культури, але на ті часи християнство вже набрало багато прихильників і вкорінилося в суспільстві. На даний момент йде відродження скандинавської міфології, яка має назву Асатру. Вона направлена охоплює часи вікінгів.

## Саамська релігія
Саами слідують шаманської релігії, основаній на поклонінню природі. Пантеон саамів складався з чотирьох богів: Батька, Матері, Сина та Дочки. Також було багато інших богів: сонця, місяця, смерті…
Які й всі язичники саами вірили, що життя це циклічний процес, який складається з життя, смерті та відродження.
Норвезька церква провела заходи з християнізації саамів. Більшість саамів в Норвегії стало християнами, але є шамани котрі донині поклоняються давній вірі.

## Християнство
Християнізація Норвегії почалося в 1000 році. Гокон I, який виріс в Англії намагався ввести християнство в середині X століття, але зустрів опір язичницьких лідерів і незабаром відмовився від цієї ідеї.
Англо-саксонські місіонери з Англії та Німеччини також намагалися привести норвежців до християнства, але нічого не добилися, обмежившись невеликим успіхом. Великий внесок у перетворення вніс Олаф I. Олаф II (пізніше Святий Олаф) досяг більшого успіху в своїх спробах змінити релігію населення. Саме йому приписують християнізацію Норвегії.
Християни в Норвегії часто створюють церкви на місцях, які при норвезької релігії були священні. Таким чином, християнство в Норвегії стало відомо в середині XI століття і початок домінувати серед вірувань вже до середини XII століття. У XIII столітті без використання цвяхів будувалися з дерева ставкірки.
За сходу данського короля Крістіана III, Данія прийшла до лютеранства в 1536 році, і як результат стало звернення в лютеранство Норвегії. Данську церковну постанову було введено в 1537 році, а рада норвезької церкви офіційно прийняла лютеранство в 1539 році. Монастирі були розпущені, а церковне майно конфісковано вже офіційної Євангелічно-Лютеранської церквою Норвегії, створеної та фінансованої державою.
Єпископи й раніше дотримувалися католицтва, доки не був повалений католицький архієпископ, який залишив країну в 1537 році, а інший єпископ помер у в'язниці в 1542 році. Католицтво укладалося у віддалених районах Норвегії протягом ще декількох десятиліть, хоча в кінцевому підсумку католики, які залишалися, звернулися в лютеранство або бігли, зокрема в Нідерланди. Багато пасторів було замінено данцями, а норвезьке духівництво проходило підготовку в університеті Копенгагена, бо Норвегія не мала свого університету. Використання данської мови в релігійних церемоніях зробило сильний вплив на розвиток норвезької мови.
В цілому, проведена церквою програма по християнізації саамів у XVI та XVII століттях пройшла успішно. Університет Осло, створений в 1811 році, дозволяв священикам вчитися в Норвегії. Конституція Норвегії 1814 роки не надавала свободу віросповідання, тому євреям і єзуїтам було відмовлено у в'їзді в Норвегію. Крім того, приєднання до Євангелічно-лютеранської церкви було обов'язковим. У 1845 році, знайшлися діссентери, завдяки яким набув чинності закон, що дозволяє встановлюватися в Норвегії іншим християнським громадам. Незабаром став дозволений атеїзм, і в 1851 році було знято заборону на юдаїзм. Чернецтво і єзуїтство були дозволені в 1897 та 1956 роках.
У 1964 році в Норвезьку Конституцію були внесені поправки, що дають свободу віросповідання. Виняток становили члени королівської сім'ї, які зобов'язані за Конституцією залишатися лютеранами. Крім того, принаймні половина уряду повинна належати до державної церкви.
Церковні пастори були активні в норвезькому русі опору і в Другій світовій війні. Церква також активно брала участь в більшості дискусій 1950-х роках.

## Іслам

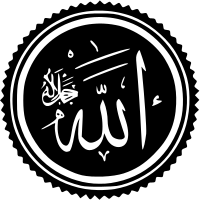
знак Ісламу

В Іслам у Норвегії вірує понад 2 % населення. У 2007 році по державній статистиці в Норвегії зареєстровано 79 068 людей ісламської громади, що на 10 % більше, ніж в минулому році. Причому 56 % з них живуть в Осло та Акерсгусі. З 2005 року кількість мусульман становить від 120 000 до 150 000 прихильників. У 2004 році зареєстровано 92 мусульманські громади. Менша половина була заснована в Осло та Акерсгусі.

## Бахаї
Історія Бахаї в Норвегії почалася після встановлення контактів між мандрівниками-скандинавами та іранськими вірянами Бахаї в середині-кінці XIX століття. Так, поступово, в Норвегії в кінцевому підсумку сформувалася громада бахаїв. У 1962 році утворилася спільнота. В даний час в країні близько 1000 бахаї.

## Норвезькі релігії
| Релігія                        | Кількість віруючих | Відсоток % |  |
| ------------------------------ | ------------------ | ---------- |  |
| Християнство                   | 4 109 595          | 85,6 %     |  |
| Лютеранство                    | 3 944 337          | 82,1 %     |  |
| Католицтво                     | 57 348             | 1,1 %      |  |
| П'ятдеся́тництво                | 39 590             | 0,8 %      |  |
| Свідки Єгови                   | 14 976             | 0,3 %      |  |
| Методизм                       | 10 974             | 0,2 %      |  |
| Баптизм                        | 9 382              | 0,1 %      |  |
| Православ'я                    | 7 664              | 0,1 %      |  |
| Церква адвентистів сьомого дня | 5 086              | 0,1 %      |  |
| Інші християнські вірування    | 20 238             | 0,4 %      |  |
| Нехристиянські релігії         | 115 391            | 2,4 %      |  |
| Іслам                          | 92 744             | 1,9 %      |  |
| Буддизм                        | 12 252             | 0,2 %      |  |
| Індуїзм                        | 5 238              | 0,1 %      |  |
| Сикхізм                        | 2 713              | 0,0 %      |  |
| Бахаї                          | 1 023              | 0,0 %      |  |
| Юдаїзм                         | 803                | 0,0 %      |  |
| Інші релігії                   | 618                | 0,0 %      |  |
| Псевдорелігії                  | 574 266            | 11,9 %     |  |
| Гуманізм                       | 81 124             | 1,6 %      |  |
| Всього                         | 4 799 252          | 100,0 %    |  |

| Графство        | Християни | Нерелігіозні | Мусульмани | Буддисти | Інші   |
| --------------- | --------- | ------------ | ---------- | -------- | ------ |
| Акерсгус        | 82,63 %   | 14,77 %      | 1,84 %     | 0,33 %   | 0,10 % |
| Эуст-Агдер      | 88,16 %   | 10,99 %      | 0,62 %     | 0,21 %   | 0,02 % |
| Бускерюд        | 83,97 %   | 12,18 %      | 3,04 %     | 0,30 %   | 0,51 % |
| Фінмарк         | 90,28 %   | 9,32 %       | 0,25 %     | 0,11 %   | 0,04 % |
| Гедмарк         | 89,81 %   | 9,34 %       | 0,63 %     | 0,18 %   | 0,04 % |
| Гордалан        | 88,50 %   | 10,44 %      | 0,72 %     | 0,20 %   | 0,14 % |
| Мере-ог-Румсдал | 91,31 %   | 8,12 %       | 0,34 %     | 0,09 %   | 0,14 % |
| Нур-Тренделаг   | 91,57 %   | 7,99 %       | 0,34 %     | 0,07 %   | 0,03 % |
| Нурланн         | 91,58 %   | 8,00 %       | 0,35 %     | 0,05 %   | 0,02 % |
| Опплан          | 90,39 %   | 8,78 %       | 0,64 %     | 0,14 %   | 0,05 % |
| Осло            | 67,03 %   | 24,32 %      | 7,38 %     | 0,50 %   | 0,77 % |
| Ругалан         | 86,42 %   | 11,87 %      | 1,44 %     | 0,20 %   | 0,07 % |
| Согн-ог-Ф'юране | 91,88 %   | 7,71 %       | 0,32 %     | 0,03 %   | 0,06 % |
| Сер-Тренделаг   | 87,88 %   | 10,83 %      | 0,86 %     | 0,27 %   | 0,16 % |
| Телемарк        | 87,31 %   | 11,02 %      | 1,41 %     | 0,22 %   | 0,04 % |
| Трумс           | 90,08 %   | 9,38 %       | 0,40 %     | 0,11 %   | 0,03 % |
| Вест-Агдер      | 86,59 %   | 11,87 %      | 1,20 %     | 0,30 %   | 0,04 % |
| Вестфол         | 85,54 %   | 12,76 %      | 1,36 %     | 0,23 %   | 0,11 % |
| Єстфол          | 85,74 %   | 11,19 %      | 2,55 %     | 0,42 %   | 0,10 % |